# The Crew-Cuts
The Crew-Cuts erano un quartetto vocale canadese, celebri per una serie di brani pubblicati fra gli anni cinquanta e i sessanta, ed in particolar modo di Sh-Boom, cover del brano dei The Chords, che raggiunge la prima posizione nella Billboard Hot 100 per sette settimane nel 1954 e Earth Angel del 1955.
Il nome del gruppo proviene dall'acconciatura che i quattro membri del gruppo sfoggiavano: il taglio militare (in lingua inglese: Crew Cut). Tutti i membri del gruppo provenivano dalla scuola St. Michael's Choir School di Toronto. Nel 1964 i Crew Cuts si sciolsero, e si sono riuniti recentemente, in occasione dello speciale televisivo Magic Moments: The Best of '50s Pop.

## Membri
- Rudi Maugeri (21 gennaio 1931-7 maggio, 2004)
- John Perkins (28 agosto 1931)
- Ray Perkins (29 novembre 1932)
- Pat Barrett (15 settembre 1933)